# Limnoria zinovae
Limnoria zinovae là một loài chân đều trong họ Limnoriidae. Loài này được Kussakin miêu tả khoa học năm 1963.